# André und Jean Polak

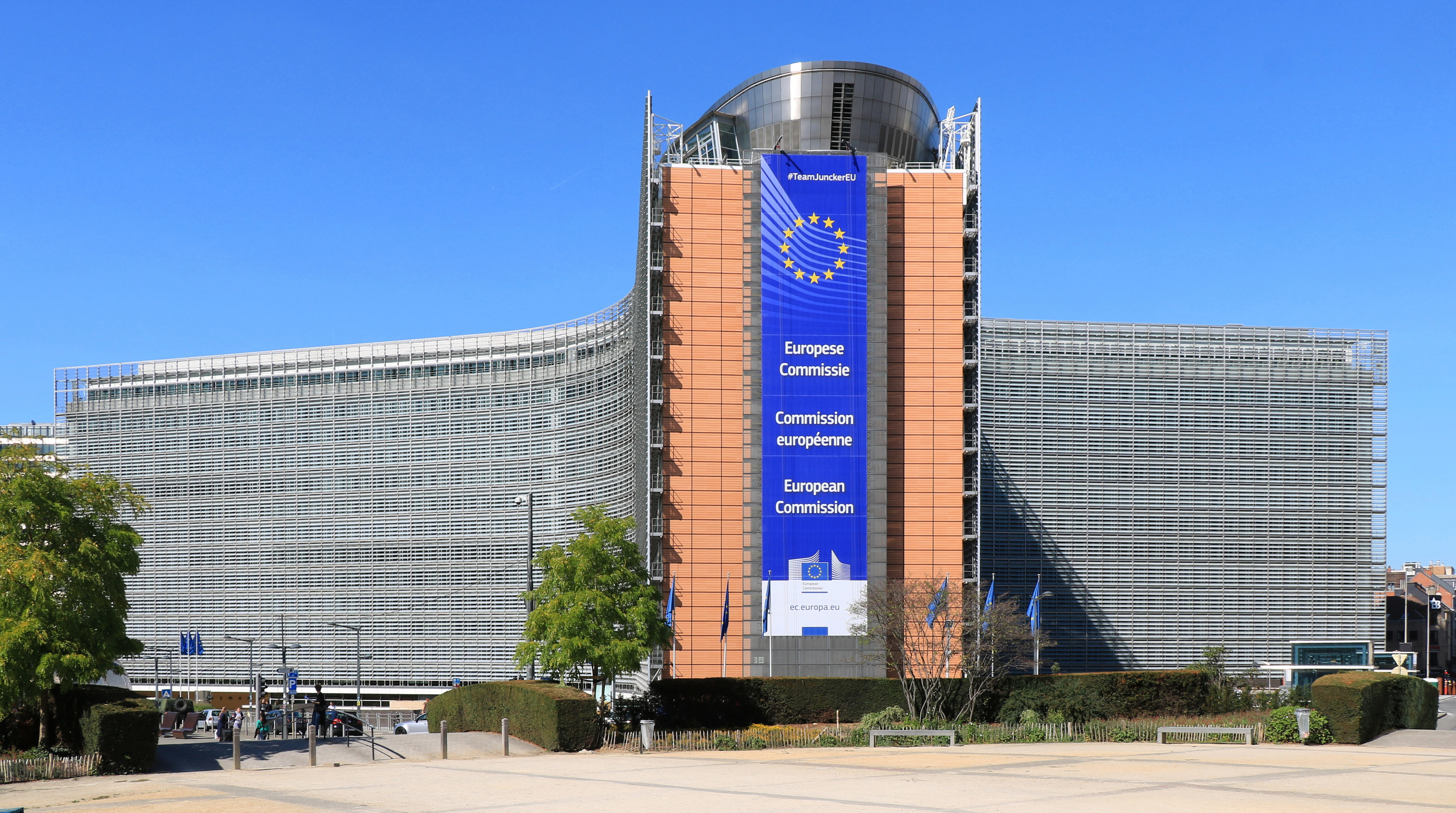
Berlaymont-Gebäude

Die Brüder André (auch Andre) (* 19. Januar 1914 in Montreux; † 2. April 1988 in Hoeilaart) und Jean Polak (* 13. Juni 1920 in Montreux; † 16. Februar 2012 in Uccle) waren belgische Architekten.
Sie waren die Architekten des von André Waterkeyn erdachten Atomiums. Zuvor hatten sie zusammen nach dem Zweiten Weltkrieg das Architekturbüro ihres Vaters Michel Polak übernommen. Ihr Hauptwirkungsort war Brüssel, wo sie die architektonische Modernisierung der Stadt in der Nachkriegszeit mitprägten.  Dort bauten sie nach dem Brand im Jahr 1967 das Kaufhaus À l’innovation in der Zeit 1968–70 wieder auf und errichteten neben anderen Gebäuden auch die Gebäude des World Trade Center im Quartier Nord und waren am Bau des Berlaymont-Gebäudes beteiligt.
In Deutschland entstand nach ihren Plänen unter anderem die Botschaft des Königreichs Belgien in Bonn.